# E38 (trasa europejska)
E38 – trasa europejska biegnąca przez Ukrainę, Rosję i Kazachstan. Zaliczana do tras pośrednich wschód - zachód droga łączy Głuchów z Szymkentem. Jej długość wynosi 3400 km.

## Stary system numeracji
Do 1985 obowiązywał poprzedni system numeracji, według którego oznaczenie E38 dotyczyło trasy Breda – Eindhoven. Arteria E38 była wtedy zaliczana do kategorii „B”, w której znajdowały się trasy europejskie będące odgałęzieniami oraz łącznikami.

### Drogi w ciągu dawnej E38
Lista dróg opracowana na podstawie materiału źródłowego
| Holandia | autostrada A58: Breda – Tilburg – Eindhoven |